# Gwyneth Jones (escritora)
Gwyneth Jones (Manchester, 14 de febrero de 1952) es una escritora inglesa adscrita a los géneros de la ciencia ficción, fantasía y literatura juvenil; en general, en este último género escribe bajo el seudónimo de Ann Halam. En su trabajo literario Jones a menudo aborda temáticas con enfoque de género y feminismo.
En 1996 fue acreedora del Premio Mundial de Fantasía por el cuento The Grass Princess y por la antología Seven Tales and a Fable. En 1998 obtuvo el Premio BSFA por su relato La Cenerentola  y en 2002 el Premio Arthur C. Clarke por la novela Bold As Love. En 2004 ganó el Premio Philip K. Dick por su novela Life.

## Obras
Novela
- Divine Endurance
  - Divine Endurance (1984)
  - Flowerdust (1993)

- Trilogía White Queen
  - White Queen (1991)
  - North Wind (1994)
  - Phoenix Café (1997)

- Bold As Love cyclus
  - Bold As Love (2001)
  - Castles Made Of Sand (2002)
  - Burning of the Midnight Lamp.

- Escape Plans (1986)
- Kairos (1988)
- Life (2004)

Antologías
- Identifying the Object (1993)
- Seven Tales And a Fable (1995)
- Deconstructing the Starships: Science, Fiction and Reality (1999) (no ficción)